# Beverly Faulds
Beverly Frederick James Faulds (ur. 16 maja 1933 w Que Que) – rodezyjski hokeista na trawie, olimpijczyk.
Uczestnik Letnich Igrzysk Olimpijskich 1964, na których reprezentował Rodezję Południową (późniejsze Zimbabwe) w zawodach hokeja na trawie. Zagrał w czterech z sześciu spotkań fazy grupowej. Były to kolejno mecze przeciwko reprezentacjom: Kenii (0–0), Australii (0–3), Wielkiej Brytanii (1–4) i Pakistanu (0–6). W pierwszych dwóch spotkaniach zagrał na pozycji prawego obrońcy, a później jako lewy obrońca (nie zdobył gola). Drużyna Rodezji zajęła 6. miejsce w grupie, a w końcowym zestawieniu 11. pozycję ex aequo z Belgią (na 15 startujących reprezentacji).
W 2013 roku prawdopodobnie żył i mieszkał w Południowej Afryce.